# Sébastien Chabal
Vous lisez un « bon article » labellisé en 2009.
Pour les articles homonymes, voir Chabal.

a Compétitions nationales et continentales officielles uniquement.

b Matchs officiels uniquement.
Dernière mise à jour le 3 juillet 2015.
Sébastien Chabal, né le 8 décembre 1977 à Valence (Drôme), est un joueur de rugby à XV international et journaliste rugby français qui a travaillé sur Canal+. Il évolue au poste de troisième ligne centre après avoir débuté comme troisième ligne aile et joué également deuxième ligne. Il termine sa carrière au sein du club français du Lyon OU après avoir joué au Racing Métro, aux Sale Sharks et débuté au haut niveau à CS Bourgoin-Jallieu après Beauvallon et Valence où il a été formé. Il a évolué à plusieurs postes en équipe de France (en troisième ligne ou en deuxième ligne) sans jamais s'imposer durablement. Sébastien Chabal est devenu l'un des sportifs les plus populaires de France à tel point que les journalistes ont parlé d'une « Chabalmania ».
En près de seize ans au plus haut niveau, Sébastien Chabal s'est construit un palmarès honorable avec un titre de champion d'Angleterre, un Challenge européen, deux Tournois des Six Nations dont un Grand Chelem en 2010 et deux quatrièmes places en Coupe du monde. En gérant au mieux son image publique — un « look » de vigoureux homme des cavernes avec barbe fournie et cheveux longs à l'image d'un Alain Estève en son temps — il conclut de nombreux contrats publicitaires qui font de lui, à partir de 2007, le rugbyman français le mieux payé.
En 2025, il explique être victime d'une amnésie partielle, conséquence probable de commotions cérébrales répétées.

## Repères biographiques
Né le 8 décembre 1977 à Valence, Sébastien Chabal grandit à Beaumont-lès-Valence (Drôme) au sein d'une famille modeste originaire de l’Ardèche. Son père travaille dans un garage, sa mère est ouvrière en bijouterie. Passionné de mécanique, il passe le brevet d'études professionnelles dans la discipline et devient ensuite tourneur-fraiseur dans l'usine Salmson à Crest. Lorsqu'il joue au rugby au sein du club amateur de Beauvallon, il continue son métier car le rugby n'est encore pour lui qu'une activité de loisir. Il abandonne définitivement ce premier emploi lorsqu'il rejoint le club du Valence sportif et qu'il embrasse la carrière de joueur de rugby professionnel.
Lorsqu'il joue à Bourgoin-Jallieu, il se marie à Annick, déjà maman d'une fille née en 1994 dont il devient le beau-père,. En 2005, il devient le père d'une fille prénommée Lily-Rose,.

## Carrière sportive

### Premières années
Sébastien Chabal s'essaie au rugby à l'âge de 9 ans, mais cette première expérience est un échec : elle ne dure que deux mois. Il y revient plus tard à l'âge de 16 ans en suivant deux de ses amis au club de rugby de Beauvallon, à quelques kilomètres de Valence. Il s'y découvre une passion à la fois pour le jeu mais aussi pour la convivialité des troisièmes mi-temps.
Très vite, il rejoint le club du Valence sportif, puis celui de CS Bourgoin-Jallieu en 1998 où il joue au poste de troisième ligne aile. Le poste de numéro 8 est occupé par Pierre Raschi. Avec le club berjallien, il découvre le plus haut niveau du rugby français et européen ainsi que la sélection française. Il côtoie la génération dorée issue du centre de formation du club (Lionel Nallet, Julien Bonnaire, Olivier Milloud, Pascal Papé, Benjamin Boyet...) et même s'il ne remporte pas de trophée, il participe à une demi-finale du Championnat de France de rugby à XV lors de la saison 2003-2004. Il atteint également quatre finales qu'il perd toutes avec son club : la finale du Challenge européen en 1999, la finale du trophée Du Manoir en 1999, la finale de la Coupe de la ligue en 2003 et celle du Challenge Sud-Radio la même année.
Lors de la saison 2002-2003, Sébastien Chabal et Bourgoin jouent contre les Sale Sharks en poule de Coupe d'Europe ; le 11 octobre 2002, Sale est défait à domicile 18-24, Jason Robinson écope d'un carton jaune pour la première fois de sa carrière professionnelle à la suite d'un plaquage de Sébastien Chabal,. Sale est défait largement au retour lors de la sixième et dernière journée. Bourgoin termine deuxième de la poule, devancé pour la qualification au bénéfice des essais par le Biarritz olympique.
En 2003-2004, Sébastien Chabal et Bourgoin jouent contre le Munster et Gloucester en poule de Coupe d'Europe. Le 6 décembre 2003, Bourgoin perd son premier match à domicile 17-18 contre la province irlandaise : Sébastien Chabal inscrit le seul essai de la rencontre mais Ronan O'Gara donne la victoire au Munster en inscrivant six pénalités. Une semaine après, Bourgoin subit une lourde défaite 49-13 à Gloucester et le joueur inscrit une nouvelle fois le seul essai de son équipe. Bourgoin perd au total cinq des six matchs de la campagne européenne dont une lourde défaite à domicile contre Gloucester. Le club termine troisième de sa poule et est éliminé de la compétition. Au mois de janvier, le manager Philippe Saint-André est renvoyé pour avoir postulé le poste de sélectionneur du pays de Galles laissé libre par Steve Hansen. Le projet ambitieux du club français initié avec Laurent Seigne sous la direction de Pierre Martinet et Patrick Sébastien n'est plus qu'un souvenir.
Après six années sous le maillot berjallien, Sébastien Chabal souhaite changer d'horizon et poursuivre sa carrière dans un autre club : son désir est de rejoindre le Stade toulousain mais le club de la ville rose ne lui propose rien. Finalement, il choisit de partir jouer pour le club anglais des Sale Sharks où il rejoint Philippe Saint-André, son ancien manager à Bourgoin.

### Expérience anglaise

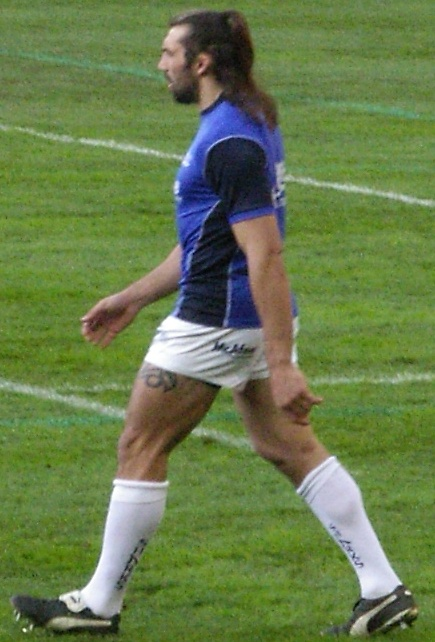
Sébastien Chabal sous les couleurs des Sale Sharks lors du match de Coupe d'Europe contre le Stade français le 10 décembre 2006.

En 2004, Sébastien Chabal signe pour deux ans dans le club de la banlieue de Manchester et rejoint donc Philippe Saint-André, devenu directeur sportif du club anglais au mois de mars 2004. L'entraîneur loue alors la qualité défensive du joueur, aussitôt confirmée par Jason Robinson qui a déjà subi ses plaquages destructeurs en Heineken Cup en 2002. Alors qu'il a toujours joué à l'aile avec Bourgoin, Saint-André le repositionne au centre de la troisième ligne au poste de numéro 8 dès le tout premier match du championnat.
La saison 2004-2005 marque le retour au sommet des Sharks sous la houlette du technicien français. Lors des deux premières rencontres, Sale et Sébastien Chabal l'emportent contre les Leicester Tigers et les London Wasps, les deux équipes favorites pour le titre. Le club anglais remporte le Challenge européen en battant la Section paloise sur un score large de 27-3. Il s'agit du premier titre remporté par Sébastien Chabal. Les Sharks clôturent la saison à la troisième place du championnat et obtiennent leur ticket pour la Coupe d'Europe. Les Sharks s'inclinent en demi-finale contre les London Wasps 43-22, malgré un essai de l'ancien berjallien. Sébastien Chabal s'est imposé dans son nouveau club au poste de numéro 8.
Quart de finaliste de la Coupe d'Europe de rugby à XV lors de la saison 2005-2006, il devient champion d'Angleterre 2005-2006 avec ses coéquipiers Jason Robinson, Mark Cueto, Mark Taylor, Charlie Hodgson, Magnus Lund, Lionel Faure et Sébastien Bruno. Les Sale Sharks prennent leur revanche en demi-finale contre les London Wasps 22-12, avant de battre en finale un autre favori, les Tigres de Leicester 45-20,. Son contrat initial arrivant à échéance, il prolonge son aventure avec le club anglais et refuse une proposition du Stade toulousain.

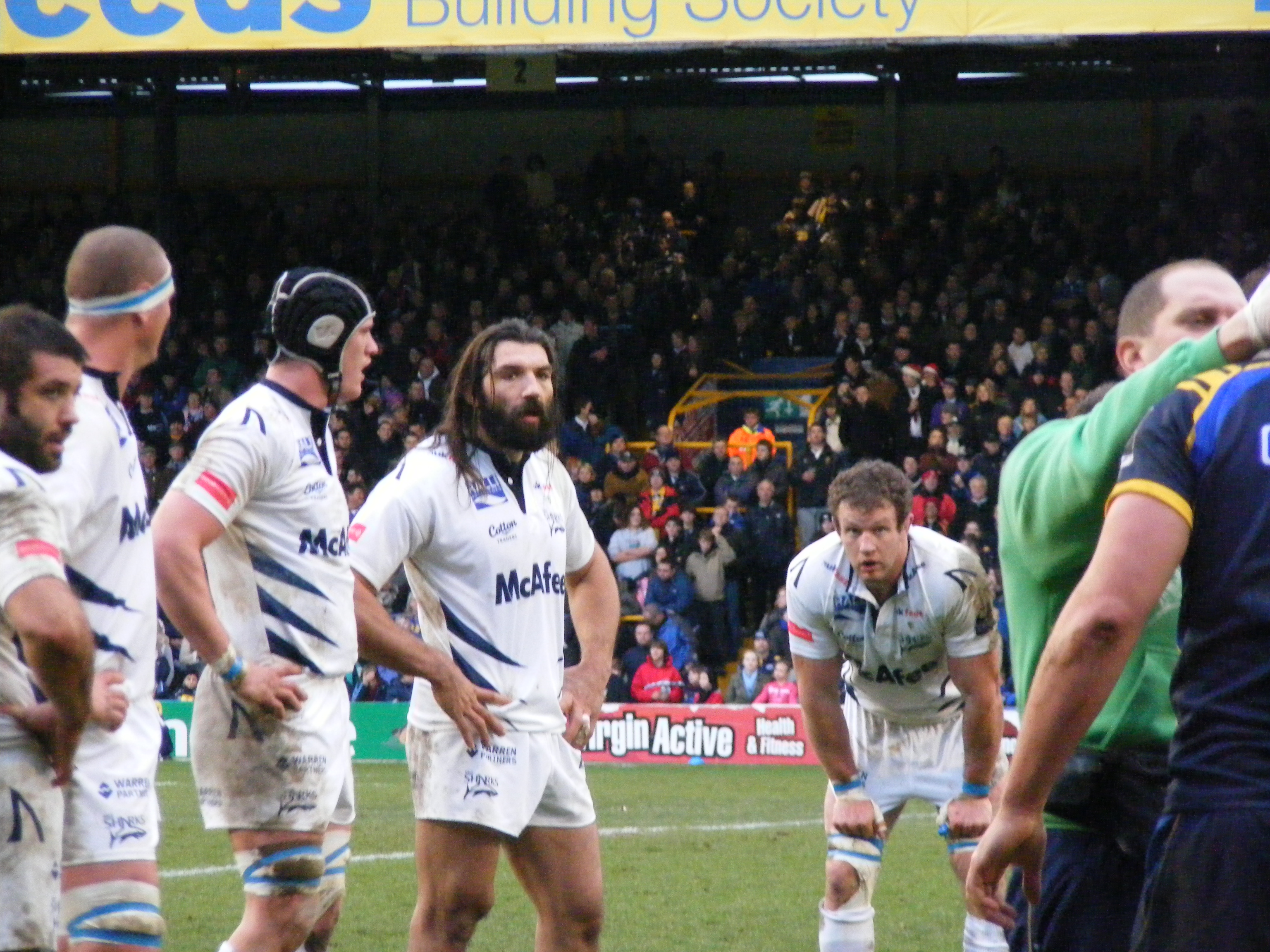
Sébastien Chabal en Championnat d'Angleterre.

Lors de la saison 2006-2007, Sébastien Chabal et Sale jouent contre le Stade français en poule de Coupe d'Europe ; lors de la double confrontation du mois de décembre 2006, il se fait remarquer devant les caméras de télévision en inscrivant un essai remarquable de 50 mètres sur une interception d'une passe d'Agustín Pichot. Cette belle prestation joue en sa faveur puisqu'il est alors retenu lors du Tournoi des Six Nations 2007. Sa fin de saison ne lui apporte aucun nouveau titre : Sale est éliminé de la H-cup dès la phase de poules et le club anglais rate les play-offs de la Guinness Premiership en terminant seulement dixième de la phase régulière.
La saison de championnat suivante marque un progrès, avec notamment des victoires à domicile contre les meilleurs clubs. Une défaite à domicile lors de la dernière journée de la phase régulière prive toutefois Sale de phase finale : le club termine cinquième, mais se qualifie pour la grande Coupe d'Europe. Cette même année le club anglais fait un bon parcours en Challenge européen. En quart de finale contre le CA Brive, Chabal marque le premier des six essais anglais et se blesse au genou sur une charge en force qui échoue aux abords de la ligne d'essai. Cette blessure l'écarte des terrains pendant un mois et il manque la demi-finale que son club perd contre Bath Rugby. Sébastien Chabal signe en décembre 2007 un nouveau contrat de deux ans avec le club anglais.
La phase de poule de Coupe d'Europe de rugby à XV 2008-2009 oppose Sale au Munster et à l'ASM Clermont ; le parcours des Irlandais prive Sébastien Chabal de phase finale et de couverture médiatique,. À l'automne et pour la fin de la saison, Saint-André le repositionne au poste de deuxième ligne. Lors de la phase régulière de championnat, Sale est encore en course pour une place en demi-finale à l'avant-dernière journée lors de laquelle le joueur marque un essai important qui apporte le bonus offensif au club, assurant du même coup une place européenne pour les Sharks,. Mais malgré une victoire bonifiée lors de la dernière journée, le club échoue aux portes des play-off à la cinquième place du classement ce qui met un terme à la saison de Chabal. Philippe Saint-André est annoncé partant, avec Jason Robinson comme successeur. Sa famille revenue en France depuis septembre 2008, le joueur souhaite les rejoindre et ainsi, revenir jouer en France,.
Après cinq années, Sébastien Chabal est un joueur respecté et apprécié à Sale en particulier, et dans le championnat anglais en général.

### Retour en France et fin de carrière

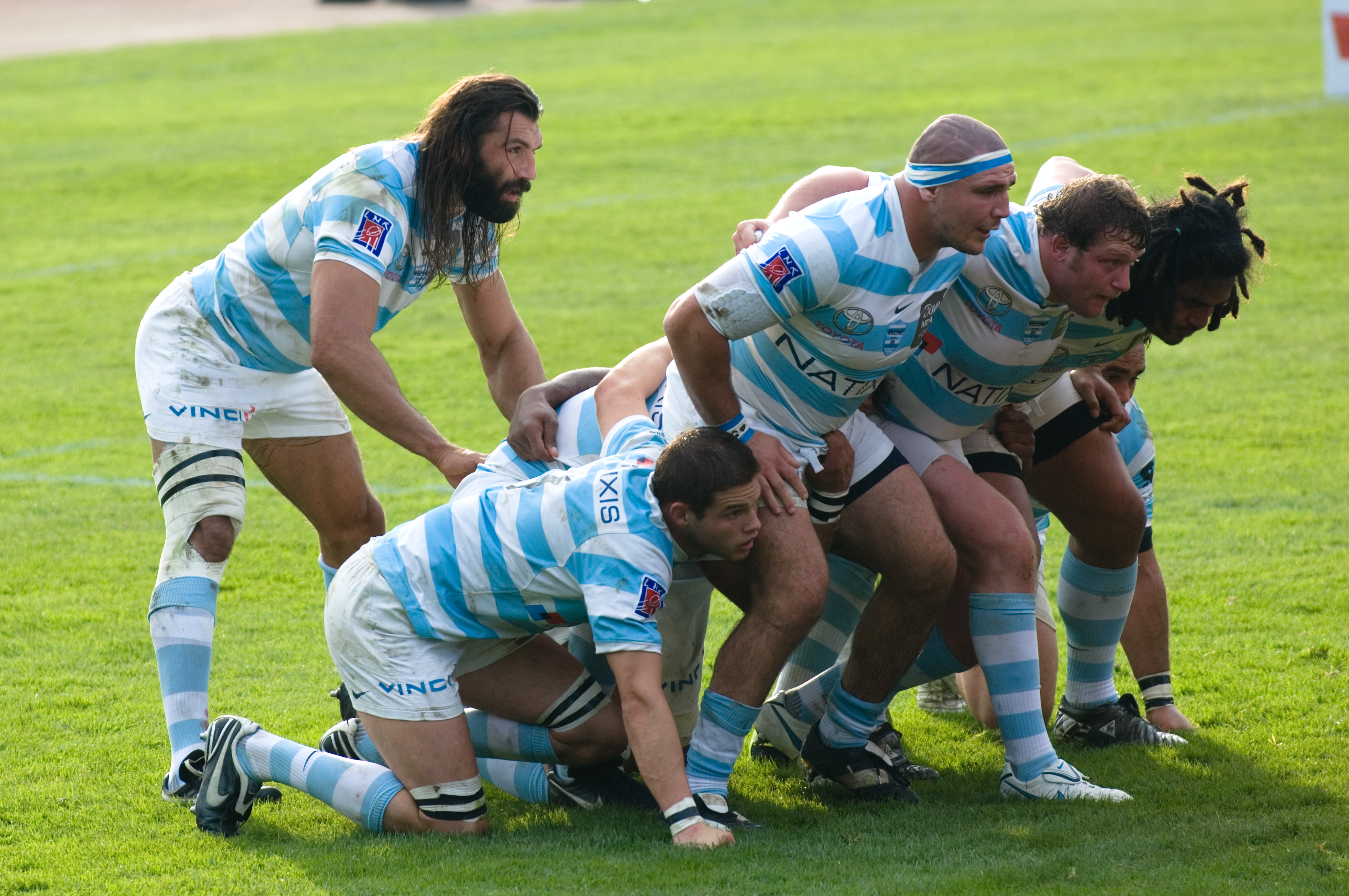
Sébastien Chabal en Top 14 en octobre 2009.

Fin avril, il officialise son transfert pour trois années au Racing Métro 92. Le club francilien, qui évoluera en Top 14 lors de la saison 2009-2010, entreprend en effet une politique de recrutement audacieuse avec, outre Chabal, les signatures de Lionel Nallet ou du Sud-Africain François Steyn. Sébastien Chabal se prépare pour entamer la saison 2009-2010 sous la houlette du technicien français Pierre Berbizier. Lors de la première rencontre, le Racing l'emporte contre Albi, le joueur français entre à la cinquante-et-unième minute de jeu pour sa première apparition sous ses nouvelles couleurs,. Il marque son premier essai tout en puissance pour le club parisien lors du match contre Montpellier. Deux semaines plus tard, il est touché au ligament du genou au cours du match contre l'US Montauban. Cette blessure le rend indisponible pour trois semaines et il manque les deux premières rencontres du Challenge européen. Il ne dispute que le dernier match de poule contre les London Wasps mais le club francillien termine troisième et est éliminé de la compétition. En championnat, le Racing s'adjuge la sixième place de la phase régulière et accède au match de barrage. Chabal dispute ce quart de finale contre l'ASM Clermont mais le club parisien s'incline 21-17, ce qui met un terme à la saison du joueur.
En août 2010, avant le retour de Lionel Nallet, il assure l'intérim comme capitaine du Racing. Il critique ouvertement le calendrier du championnat, le qualifiant de « mascarade » puisque les joueurs disputent trois rencontres en l'espace de neuf jours. En mars 2011, Chabal s'illustre contre Toulouse par une charge sur Dusautoir conclue par un essai. Il marque ensuite un essai de 50 mètres contre Perpignan. Après de nouvelles critiques (contre l'arbitrage), Sébastien Chabal est mis à pied à titre conservatoire par son club. Le 12 mai, il passe devant la commission de discipline de la Ligue nationale de rugby qui lui inflige une suspension de 60 jours ce qui met un terme à sa saison et le prive de phase finale du championnat pour laquelle le Racing s'est qualifié pour les demi-finales. Mais le 24 mai, il passe en appel devant la FFR et sa peine est réduite à dix jours et accompagnée de travaux d'intérêt général. Il peut donc participer à la phase finale du championnat.

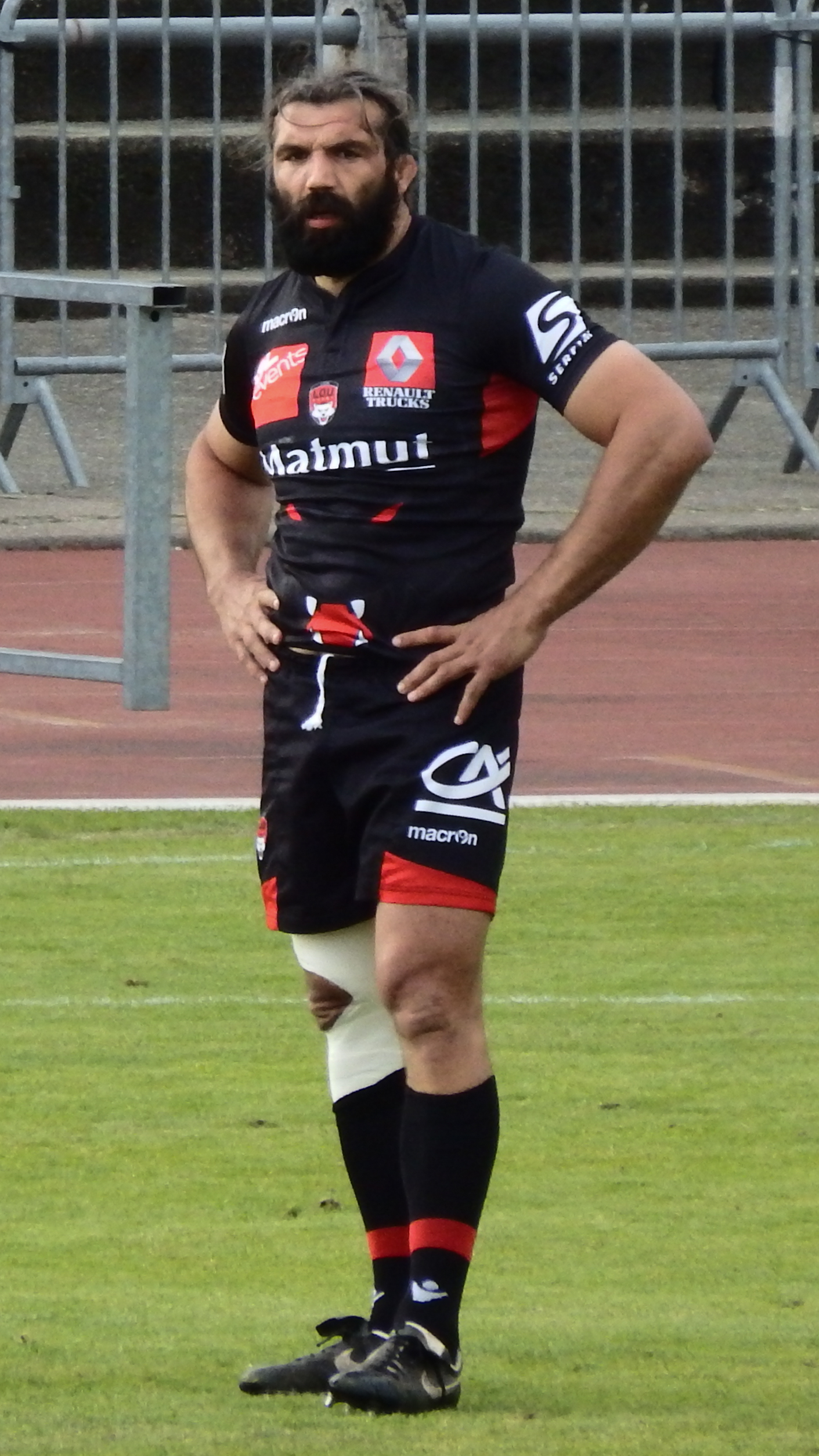
Sébastien Chabal joue deux saisons en Pro D2 avec le Lyon OU.

Au début du mois de février 2012, Jacky Lorenzetti, le président du Racing Métro 92 met un terme prématuré au contrat qui lie le club francilien à Sébastien Chabal en raison d'un désaccord fort de longue durée entre le joueur et Pierre Berbizier, l'entraîneur du club. Le deuxième ligne international se retrouve donc sans club. Peu après, il annonce qu'il va faire une courte pige en Australie où il s'engage pour un match avec le club de la banlieue de Sydney des Balmain Wolves qui joue en troisième division australienne. Cette rencontre est disputée le 25 février contre le Petersham RUFC en ouverture d'un match du Super 15. Chabal participe à la victoire 15 à 9 des siens en marquant un essai. Début avril 2012, le club du Lyon OU annonce la signature du deuxième ligne pour deux ans, à partir de la saison 2012-2013, que le club reste en Top 14 ou descende en Pro D2 à la fin de la saison. Cette signature est officialisée le 20 avril avec la présentation du joueur aux partenaires du club lyonnais et aux journalistes. Lyon évolue finalement en Pro D2. Lors de cette saison, Chabal se blesse au cours d'un match contre Narbonne au début du mois d'octobre. Opéré d'une hernie discale cervicale, il est absent plus de deux mois. De retour en compétition en janvier 2013, Chabal termine avec son club la saison en huitième position. La saison suivante, Chabal est suspendu trois semaines en janvier 2014 pour avoir frappé durant un match l'Agenais Marc Giraud. Le 5 mai 2014, Sébastien Chabal annonce qu'il met un terme à sa carrière. Âgé de 36 ans, le troisième de ligne dit mesurer « la chance d'arrêter sur un titre et de finir la mission » pour laquelle il était venu, celle d'aider le Lyon olympique universitaire rugby à monter en Top 14. Sébastien Chabal et Lionel Nallet disputent un jubilé au stade de Gerland de Lyon le 4 juillet 2015. Chabal ne dispute que quelques minutes de ce match, car il s'y rompt  les ligaments croisés et le ligament collatéral tibial du genou gauche.

### Équipe nationale
Il honore sa première cape internationale en équipe de France le 4 mars 2000 contre l'équipe d'Écosse après avoir été retenu dans le groupe des 23 joueurs quelques jours plus tôt par le sélectionneur Bernard Laporte. Sébastien Chabal, 22 ans, compte alors seulement quelques dizaines de matchs au plus haut niveau en Championnat de France et cette première sélection pour le Tournoi est sans lendemain. Il est rappelé plus d'un an après, en juin 2001, pour disputer les trois test matchs contre l'Afrique du Sud et la Nouvelle-Zélande lors de la tournée d'été du XV de France. Il fait également partie de la tournée d'automne en novembre 2001 pendant laquelle il joue la rencontre contre les Fidji. Bernard Laporte ne fait pas appel à lui pour le Tournoi des Six Nations 2002 quelques mois après. Chabal revient de nouveau dans la sélection nationale pour la tournée estivale de juin 2002 contre l'Argentine et l'Australie. Il reste alors dans le groupe de Bernard Laporte pour les rencontres de novembre 2002 et pour le Tournoi 2003. Il n'est pas titularisé mais rentre en cours de match contre l'Angleterre, l'Écosse et l'Irlande.
En septembre 2003, il joue avec les Barbarians français opposés au XV de France, rebaptisé pour l'occasion XV du Président (afin de contourner le règlement qui interdit tout match international à moins d'un mois de la Coupe du monde), et les Barbarians français, composés essentiellement des joueurs tricolores non retenus dans ce XV présidentiel et mis à disposition des Baa-Baas par Bernard Laporte. Ce match se déroule au Parc des sports et de l'amitié à Narbonne et voit le XV du président s'imposer 83 à 12 face aux Baa-Baas.
Il est retenu en Australie pour la Coupe du monde 2003 et joue la « petite finale » pour la troisième place face aux All Blacks. Malgré la défaite sans appel 40 à 13 des Français, les Bleus font jeu égal pendant les cinquante premières minutes grâce à une très bonne défense dans laquelle Chabal joue les premiers rôles. Pendant la compétition, ne comprenant pas pourquoi Bernard Laporte ne le titularise pas, il critique frontalement le sélectionneur à ce sujet, ce qui lui vaut une nouvelle mise à l'écart de l'équipe nationale pendant près de deux ans. Il n'est donc pas retenu pour participer au Tournoi des Six Nations 2004 et il ne prend pas non plus part aux deux tournées en juin et novembre, marquant une année 2004 sans aucune sélection. La troisième ligne en place est formée par Olivier Magne, Serge Betsen et Imanol Harinordoquy qui, ensemble, remportent le Grand Chelem en 2002 et 2004. Chabal revient sous le maillot bleu pour deux rencontres du Tournoi 2005 puis deux autres lors de la tournée d'automne, sans réussir toutefois à devenir un titulaire indiscutable au sein de l'équipe. Il disparaît à nouveau des projets du sélectionneur et n'obtient aucune sélection en 2006.

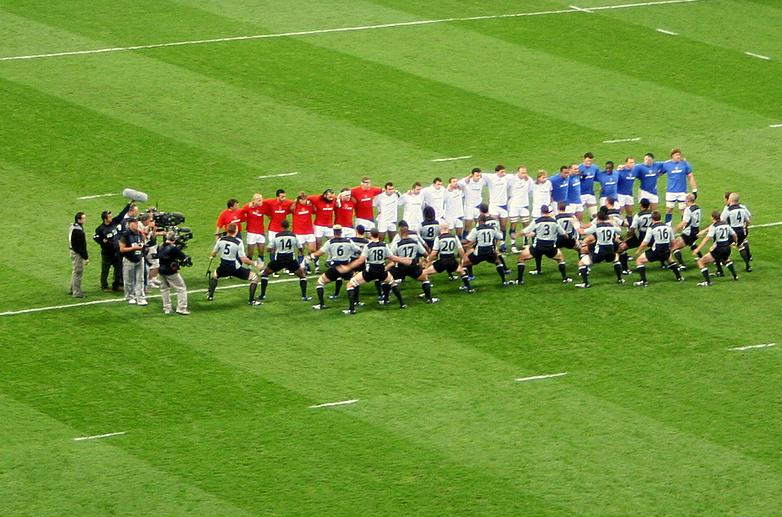
Quart-de-finale France - All Blacks en 2007.

Il revient pour le Tournoi des Six Nations 2007, puis pour la tournée d'été. Lors des test matchs contre les All Blacks, il marque les esprits avec un remarquable plaquage sur Chris Masoe, et, porteur du ballon, d'un tampon sur Ali Williams à qui il brise la mâchoire,. En juin 2007, Sébastien Chabal est finalement sélectionné par Bernard Laporte pour la Coupe du monde 2007 au poste de deuxième ligne, alors que son poste habituel avec les Sale Sharks est troisième ligne centre. Le sélectionneur justifie ce choix quelque peu inattendu lors de la conférence de presse qui suit l'annonce des trente joueurs retenus : « En troisième ligne, il manque un peu de rugby comparé à un Harinordoquy. En deuxième ligne, il pourra se concentrer sur ce qu'il aime : le combat, les rucks ». Chabal confirme aussitôt les attentes de Bernard Laporte lors des deux matchs de préparation contre l'Angleterre au mois d'août. Il marque notamment un superbe essai après avoir évité deux joueurs anglais et résisté au plaquage d'un troisième avant d'aplatir dans l'en-but. Pour sa deuxième participation à une Coupe du monde, il est le remplaçant de Fabien Pelous et ne rentre qu'en milieu de seconde mi-temps pour le match d'ouverture contre l'Argentine. Il devient titulaire pour le deuxième match face à la Namibie au cours duquel il marque deux essais, dont l'un à l'issue d'une charge spectaculaire au travers de la défense adverse. Il participe ensuite à la victoire importante contre l'Irlande qui assure la qualification de la France pour les quarts de finale. Pour les deux rencontres suivantes de la phase qualificative,, il redevient le remplaçant de Fabien Pelous afin de jouer le rôle d'impact player qui lui sied et amener de la puissance en seconde mi-temps. Après l'euphorie de la victoire contre les All Blacks, survient l'élimination en demi-finale contre le XV de la Rose : Chabal quitte le terrain en pleurs. Après la rencontre, il est convoqué devant la commission de discipline pour avoir effectué un plaquage dangereux sur Simon Shaw. Mais aucune sanction disciplinaire n'est prise et il peut participer au match pour la troisième place face à l'Argentine.
Après l'aventure du Mondial, Chabal fait une nouvelle pause forcée avec l'équipe nationale. Le nouveau sélectionneur Marc Lièvremont décide de ne pas le retenir pour le Tournoi des Six Nations 2008. Mais il le rappelle pour la tournée estivale dans l'hémisphère sud en juin 2008 et celle de novembre au cours de laquelle il dispute les rencontres contre les Australiens et une sélection des îles du Pacifique. Marc Lièvremont, agréablement surpris par l'état d'esprit de Chabal et par ses performances en deuxième ligne, le conserve pour un stage de préparation début 2009 et pour le Tournoi. Lors du premier match contre l'Irlande, il est critiqué pour être trop souvent disponible au large et absent dans le combat au près. Lors de la lourde défaite contre l'Angleterre, placé en troisième ligne aile, il cristallise l'essentiel des critiques à l'égard de l'équipe. Cependant Lièvremont prend sa défense en s'estimant responsable de la mauvaise prestation du joueur pour l'avoir repositionné en troisième ligne. Le sélectionneur lui garde donc toute sa confiance et le reconduit, cette fois en deuxième ligne, pour le dernier match du Tournoi que les Français revanchards remportent largement 50 à 8 contre les Italiens.

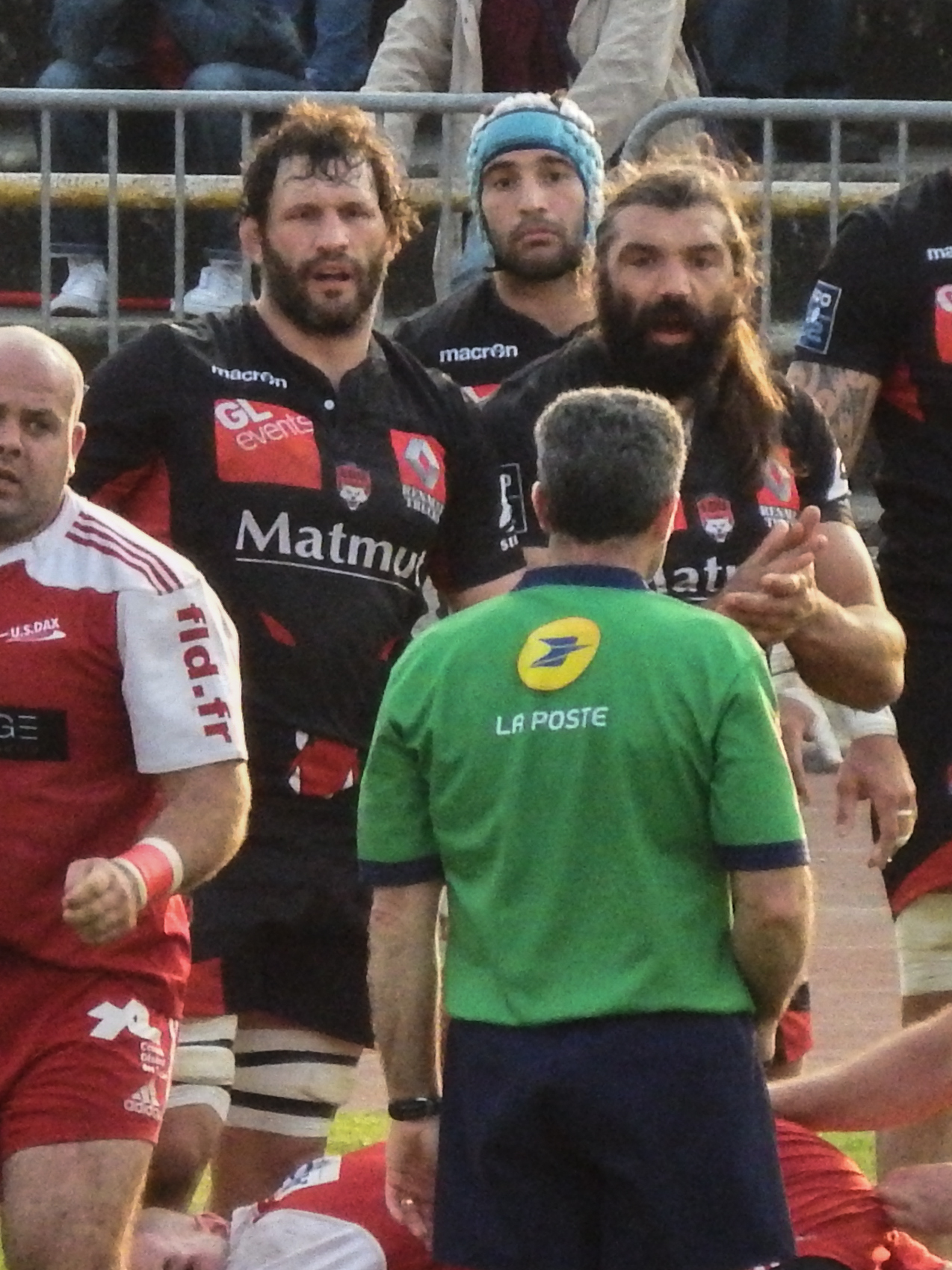
Sébastien Chabal et Lionel Nallet avec le LOU en 2014.

Chabal fait partie de la sélection française lors de la tournée d'été 2009 en Nouvelle-Zélande et en Australie. Il est remplaçant pour le premier match contre les All Blacks et participe à la victoire 27 à 22 des Bleus en terre néo-zélandaise. Il est titulaire lors du second match perdu 10 à 14 par les Français. Malgré la défaite, la France remporte pour la première fois le Trophée Dave Gallaher grâce à une meilleure différence de points sur les deux rencontres. Souffrant d'une élongation musculaire au mollet gauche, le joueur est contraint de déclarer forfait pour le troisième test match face aux Wallabies. Il est retenu dans le groupe pour la tournée d'automne. Il entre en cours de partie lors du premier match contre les Springboks, honorant sa cinquantième sélection, et participe à la victoire des Bleus 20 à 13 contre les champions du monde. Chabal est ensuite retenu dans le groupe de joueurs appelés pour participer au Tournoi 2010 mais il déclare forfait pour les deux premières rencontres en raison d'une lombalgie. Il joue les trois matchs restant en tant que remplaçant et remporte son premier Grand Chelem avec le XV de France. En revanche, Marc Lièvremont ne fait pas appel à lui pour la tournée de juin dans l'hémisphère sud, affirmant que le joueur doit se reposer après une très longue saison et profiter de ce repos pour soigner son mal de dos. En mai 2011, il n'est pas sélectionné par Marc Lièvremont pour la Coupe du monde en Nouvelle-Zélande. Sa dernière apparition sous le maillot du XV de France remonte au 12 mars 2011, lors de la défaite 22 à 21 face à l'Italie dans le Tournoi.

### Surnoms
Son style de jeu et son physique atypique lui valent de nombreux surnoms. À l'époque où il évolue à Bourgoin-Jallieu, il est surnommé Cartouche en raison de son talent pour administrer des plaquages particulièrement puissants, appelés familièrement des « cartouches ». Dans le championnat anglais, ses coéquipiers de Sale le surnomment Sea Bass (« Loup de mer ») en référence également à son diminutif Sébas. Lors de la tournée d'été de juin 2007, les médias néo-zélandais reprennent les propos d'Andrew Sheridan, son coéquipier à Sale, et l'appellent Caveman (« l'Homme des cavernes »), en hommage à sa bravoure et à son apparence (barbe et cheveux longs), faisant référence à « l'homme poilu qui est allé chercher le soleil » du Ka mate (le Haka des All Blacks). Les journalistes anglais le surnomment The French Beast (« la brute ou la bête française »).

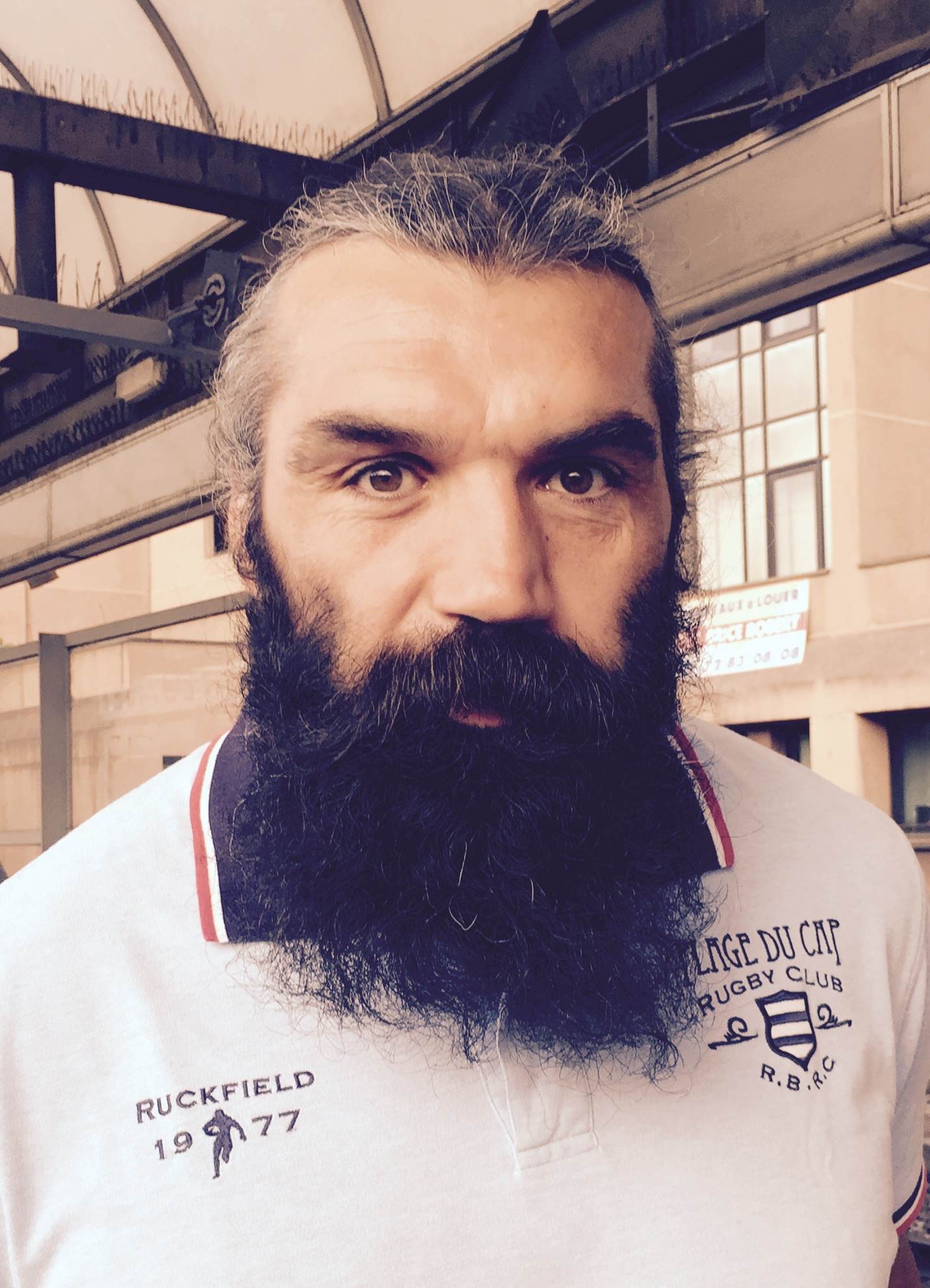
Sébastien Chabal en 2015.

L'Anesthésiste et même Attila, sont également employés. Interrogé sur la question de son apparence, Sébastien Chabal déclare n'avoir jamais cherché à se donner un style particulier : « Lorsque je suis arrivé à Sale, je parlais peu anglais, je n'étais pas à l'aise pour aller chez le coiffeur… Comme en plus je n'avais pas le courage de me raser le matin… Voilà, mon look n'est pas du tout un calcul, c'est venu comme ça ! ».

## Carrière extra-sportive
Sébastien Chabal est l'un des sportifs les plus populaires de France depuis la préparation de la Coupe du monde de rugby à XV 2007. Il cherche donc à profiter de sa popularité pour augmenter significativement ses revenus en signant des contrats publicitaires. Début 2007, il s'attache les services de Carine Rossigneux, avec laquelle il multiplie les opérations publicitaires pour des entreprises privées. Il passe notamment plusieurs contrats pour représenter un parfum masculin de la marque Caron, pour vanter les automobiles Seat, la mutuelle Smatis et les vins XXL. En 2008, il signe un contrat avec le groupe Poweo, pour lequel il est représenté dans un clip animé en train de se recharger en énergie en mettant ses doigts dans une prise électrique. La vidéo fait très vite scandale auprès des internautes qui la considèrent comme un très mauvais exemple à donner aux enfants. Sous la pression du Bureau de Vérification de la Publicité, Poweo cesse sa diffusion et la retire de tous les sites le 15 octobre, une semaine seulement après sa parution,. En 2010, il fait la publicité pour PokerStars, et l'année suivante pour Trend Micro.
La professionnalisation du rugby à XV entamée en 1995 avec Jonah Lomu s'est poursuivie et même accentuée dans les années 2000. Les sportifs voient alors leur statut évoluer et le monde du rugby à XV basculer vers un business de plus en plus important. Jonny Wilkinson est recruté par Adidas. Sébastien Chabal s'est d'ailleurs engagé en 2006 pour quatre ans avec l'équipementier Puma.
En parallèle à ces contrats publicitaires, le joueur tente également de profiter de sa popularité en lançant sa propre marque de vêtements. Ruckfield, nom inspiré du mot anglais ruck désignant la mêlée ouverte, est une ligne de vêtements masculins commercialisée en partenariat avec le groupe Norprotex. Il lance la vente officielle de sa marque aux Galeries Lafayette à Paris le 7 mars 2009 et déclare que cette opération n'est pas anodine mais s'insère dans un possible projet de reconversion : « Et oui on commence à préparer l’après-rugby. J’ai eu 31 ans il y a quelques mois donc c’est peut-être une idée de reconversion. »
Grâce à tous ces contrats, Sébastien Chabal devient le rugbyman français le mieux payé. En 2007, ses revenus atteignent un total de 620 000 euros avec 300 000 euros de salaire, 120 000 euros de primes obtenues avec l'équipe de France et 200 000 euros provenant des contrats publicitaires. Il devance Fabien Pelous (600 000 euros) mais reste loin derrière les cinquante sportifs français les plus rémunérés, tous à plus de deux millions d'euros. Un an plus tard, il reste le numéro un du rugby français avec 1,5 million d'euros de revenus en 2008, devant Frédéric Michalak (600 000 euros), mais il n'est toujours pas présent dans le top 50 des sportifs français dont l'entrée est fixée à 2,4 millions d'euros.
En février 2009, Clint Eastwood rencontre son agent pour discuter de ses disponibilités en vue de le faire tourner dans son prochain film, Invictus, aux côtés de Morgan Freeman et de Matt Damon,. Le réalisateur américain envisage de tourner une grande fresque consacrée à la fin de l'apartheid en Afrique du Sud dans laquelle il veut inclure le succès des Springboks lors de la Coupe du monde 1995. Dans ses plans, Sébastien Chabal doit y incarner un des joueurs de rugby de l'équipe championne du monde, mais l'idée n'aboutit pas en raison du calendrier trop chargé du joueur. Une autre expérience avec le monde du cinéma est ensuite annoncée : il doit prêter sa voix au yéti d'un dessin animé dont la réalisation est alors prévue en 2010. Toutefois, pour une raison non communiquée, il ne réalise pas ce doublage.
À l'occasion du troisième forum Peace and Sport tenu en novembre 2009, Chabal devient membre du club des Champions de la Paix, un collectif de plus de 90 sportifs de haut niveau créé par Peace and Sport, organisation internationale basée à Monaco sous le Haut Patronage de S.A.S. le Prince Albert II. Ce collectif d’athlètes internationaux de haut-niveau œuvre pour faire du sport un outil de dialogue et de cohésion sociale .
Passionné de nouvelles technologies, Sébastien Chabal utilise Twitter et lance son site officiel à la mi-mars 2010.
En avril 2011, il publie sous le titre de Ma petite étoile son autobiographie, dans laquelle il dénonce un certain laxisme de l'arbitrage français, ainsi que le supposé favoritisme du club du président de la Ligue nationale de rugby. Il précise enfin ses mensurations, objets de beaucoup de supputations, à savoir 1,91 m, 113 kg et 8 % de masse graisseuse. Lors de la Coupe du monde de rugby 2011, Sébastien Chabal rejoint TF1, Orange sport et RMC.
La période dorée de Sébastien Chabal dure de 2007 à 2011, il gagne alors un million d'euros par an avec ses contrats publicitaires.
Depuis le 2 janvier 2012, Sébastien Chabal est chroniqueur chaque lundi dans l'émission Moscato Show (renommée Super Moscato Show en 2014) animé par Vincent Moscato sur la radio RMC.
Sébastien Chabal continue à travailler avec le club de Lyon et à développer des opérations événementielles pour GL Events, actionnaire principal du Lyon olympique universitaire rugby. Il possède une société, « Chabal Sport », spécialisée dans la fabrication de terrains de sport. En compagnie de Lionel Nallet, il dirige également un hôtel, un restaurant et la brasserie du Lyon olympique universitaire.

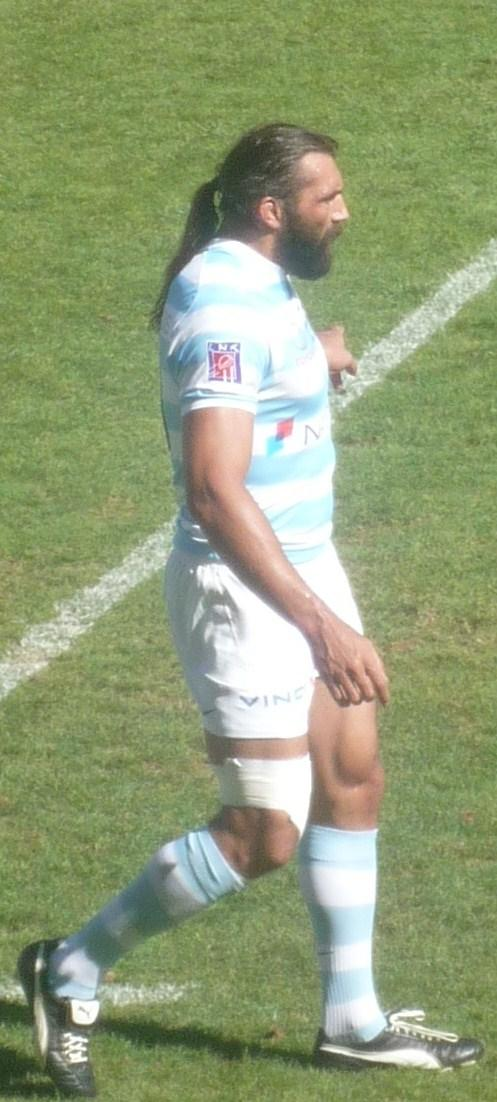
Sébastien Chabal avec le maillot du Racing 92.

En 2015, à l'approche de la Coupe du monde, Sébastien Chabal intègre l'équipe des consultants sportifs de Canal+. Sur RMC, il participe à partir du mois d'août à l'émission hebdomadaire Direct Laporte, animée par Bernard Laporte. Durant la Coupe du monde, il fait partie des consultants qui interviennent dans l'émission Jour de Coupe du monde diffusée les soirs de matchs et présentée par Isabelle Ithurburu. Après la Coupe du monde, Sébastien Chabal et Isabelle Ithurburu sont associés pour assurer la présentation d'une nouvelle émission diffusée en clair, le Canal Rugby Club.
En 2016, il fait une apparition dans le film Radin ! de Fred Cavayé où il joue son propre rôle.
En 2017, il est choisi par la Fédération comme ambassadeur de la candidature française pour l'organisation de la  Coupe du monde 2023 avec Frédéric Michalak. En 2018, il est élu président du comité des joueurs chargé d'améliorer l'expérience des joueurs et des équipes engagées durant la compétition.
En septembre 2019, il intègre la maîtrise en administration des affaires d'EM Lyon Business School, aux côtés de 29 autres sportifs de haut niveau, dont Frédéric Michalak.

## Une figure médiatique et populaire
Ses différentes prestations rugbystiques lui valent également de nombreux témoignages de la part de ses admirateurs. Ainsi, les vidéos présentant ses plaquages laissant les commentateurs anglophones incrédules — et ses adversaires du moment plutôt mal-en-point — fleurissent-elles sur Internet. Une chanson a même été créée en son honneur. Lors du match Australie-Fidji le 23 septembre 2007, deux spectateurs portant barbes noires et cheveux longs postiches, un string et un drapeau occitan pénètrent sur la pelouse du stade de la Mosson de Montpellier sous les acclamations des 32 000 spectateurs. Ils sont condamnés quelques jours après à trois mois d'interdiction de stade. Toute cette effervescence du public autour du joueur, communément appelée la « Chabalmania », surprend quelque peu l'intéressé puisqu'il déclare : « Normalement, un sportif est reconnu quand il gagne un trophée, un titre, une compétition, une médaille... quelque chose, quoi ! Moi, je n'ai rien de tout cela. » Son statut d'homme public s'accompagne d'une sollicitation forte de la part des médias qui profitent de la moindre occasion pour obtenir quelques mots de l'intéressé. Celui-ci n'aime pas beaucoup les interviews et use parfois de répliques cinglantes pour couper court aux questions des journalistes comme pendant la Coupe du monde 2007, lorsqu'il répond à un journaliste lui demandant la permission de lui poser une question en anglais : « No. We are in France, we speak French. »
Le 1er avril 2008, pour le traditionnel canular des médias, Chabal est annoncé partant en fin de saison. Selon l'information, il devrait quitter son club de Sale pour signer un contrat de 15 millions de dollars pour trois ans dans le club de football américain des New England Patriots en NFL, ce qui correspondrait au cinquième salaire de la compétition.
Dans un tout autre domaine, sa notoriété lui ouvre les portes des Enfoirés 2009, édition à laquelle il est invité et à laquelle il participe au même titre que les autres artistes sur scène,. De la même façon, la notoriété du joueur grandissant, la figure de Sébastien Chabal fait plusieurs apparitions remarquées dans l'émission satirique Les Guignols de l'info, diffusée sur la chaîne française Canal+. À l'occasion de la Coupe du monde 2007, la marionnette du joueur y est présentée avec le masque et la camisole de force d'Hannibal Lecter, en référence au personnage littéraire et cinématographique adepte du cannibalisme. Plus tard, sa marionnette conserve les habitudes d'un être sanguinaire ou adopte les caractéristiques du personnage de BD Obélix.
Début janvier 2010, Chabal est désigné pour la première fois sportif préféré des Français pour l'année 2009 selon un sondage publié dans L'Équipe magazine. Le 17 février 2011, sa statue de cire est inaugurée au musée Grévin en présence de Bernard Laporte, Lionel Nallet, Henry Chavancy et le président du comité Grévin, Bernard Pivot. Il fait de nouveau partie du spectacle des Enfoirés en 2016, 2017, 2018, 2019, 2020, 2021, 2022, 2023 et 2024.

## Troubles neurologiques
En 2025, dans une interview sur sa vie et sa carrière, Sébastien Chabal explique qu'il n'a « aucun souvenir d'une seule seconde d'un match de rugby » qu'il a disputé dans sa carrière, ni de la naissance de sa fille, et de son enfance seulement « quelques souvenirs ». Fataliste, il ne consulte pas de neurologue, mais rappelle qu'il y a « pas mal d'actions qui sont faites par d'anciens joueurs, des collectifs, parce qu'on a pris un peu des « pets au casque » »,. Plusieurs autres anciens joueurs de rugby, parmi lesquels Billy Guyton (en), Bernard Le Roux et Steve Thompson, ont été ou sont atteints de troubles neurologiques ou de démences précoces liées sans doute à ces commotions cérébrales,,.

## Palmarès
En près de seize années, Sébastien Chabal s'est construit un palmarès comportant un titre de champion d'Angleterre, deux Tournois des Six Nations dont un Grand Chelem, un Challenge européen et deux quatrièmes places en Coupe du monde.

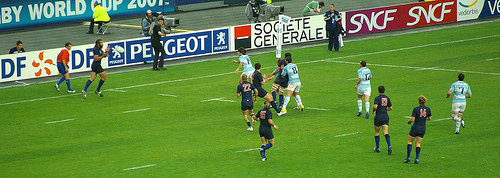
Sébastien Chabal reçoit le ballon le long de la ligne de touche lors du match d'ouverture France-Argentine de la Coupe du monde 2007.

### En club
- CS Bourgoin-Jallieu
  - Finaliste du Challenge européen en 1999
  - Finaliste du trophée Du Manoir en 1999
  - Finaliste de la Coupe de la Ligue en 2003
  - Finaliste du Challenge Sud-Radio en 2003
- Sale Sharks
  - Vainqueur du Challenge européen en 2005
  - Vainqueur du Championnat d'Angleterre en 2006
  - Vainqueur du Trophée des champions en 2006
- Lyon OU
  - Vainqueur du Championnat de France de 2e division en 2014

### En équipe nationale
Sébastien Chabal participe à deux Coupes du monde avec deux quatrièmes places en 2003 et en 2007. Il remporte également deux Tournois en 2007 et en 2010 réalisant le Grand Chelem la seconde fois.

#### Coupe du monde
| Édition        | Rang      | Résultats France | Résultats Chabal | Matchs Chabal |
| -------------- | --------- | ---------------- | ---------------- | ------------- |
| Australie 2003 | Quatrième | 5 v, 0 n, 2 d    | 2 v, 0 n, 1 d    | 3/7           |
| France 2007    | Quatrième | 4 v, 0 n, 3 d    | 3 v, 0 n, 3 d    | 6/7           |

#### Tournoi
| Édition          | Rang | Résultats France | Résultats Chabal | Matchs Chabal |
| ---------------- | ---- | ---------------- | ---------------- | ------------- |
| Six Nations 2000 | 2    | 3 v, 0 n, 2 d    | 1 v, 0 n, 0 d    | 1/5           |
| Six Nations 2003 | 3    | 3 v, 0 n, 2 d    | 1 v, 0 n, 2 d    | 3/5           |
| Six Nations 2005 | 2    | 3 v, 0 n, 2 d    | 1 v, 0 n, 0 d    | 1/5           |
| Six Nations 2007 | 1    | 4 v, 0 n, 1 d    | 2 v, 0 n, 1 d    | 3/5           |
| Six Nations 2009 | 3    | 3 v, 0 n, 2 d    | 3 v, 0 n, 2 d    | 5/5           |
| Six Nations 2010 | 1    | 5 v, 0 n, 0 d    | 3 v, 0 n, 0 d    | 3/5           |
| Six Nations 2011 | 2    | 3 v, 0 n, 2 d    | 2 v, 0 n, 2 d    | 4/5           |

## Statistiques

### En club
Depuis 1998, Sébastien Chabal a disputé 53 matchs en compétition européenne de club (Challenge européen ou Coupe d'Europe) au cours desquels il a marqué treize essais, tous inscrits depuis 2003. Il a notamment participé à sept Coupes d'Europe. Jusqu'en 2012, il évolue toujours au plus haut niveau en championnat national, tant en France qu'en Angleterre, avec un statut de titulaire. Par la suite, il évolue en Pro D2 avec le Lyon OU.

### En équipe de France
De 2000 à 2011, Sébastien Chabal dispute 62 matchs avec l'équipe de France au cours desquels il marque six essais,. Il participe notamment à sept Tournois des Six Nations (2000, 2003, 2005, 2007, 2009, 2010 et 2011) et deux Coupes du monde (2003 et 2007),,.